# 卡蘭特
卡蘭特（西班牙語：Calante），是巴拿馬的城鎮，位於該國西北部，由恩戈貝-布格雷特區的坎金圖區負責管轄，該鎮在2012年5月10日從另一城鎮坎金圖分出。